# Новокудашево (Татышлинский район)
Новокудашево (баш. Яңы Ҡоҙаш) — деревня в Татышлинском районе Республики Башкортостан Российской Федерации. Входит в состав Ялгыз-Наратского сельсовета. 

## География

### Географическое положение
Расстояние до:
- районного центра (Верхние Татышлы): 41 км,
- центра сельсовета (Ялгыз-Нарат): 7 км,
- ближайшей ж/д станции (Куеда): 66 км.

## Население
| 2002 | 2009 | 2010 |
| ---- | ---- | ---- |
| 25   | ↘1   | ↘0   |